# Castanopsis orthacantha
Castanopsis orthacantha är en bokväxtart som beskrevs av Adrien René Franchet. Castanopsis orthacantha ingår i släktet Castanopsis och familjen bokväxter. Inga underarter finns listade.